# Poeciliopsis turrubarensis
Poeciliopsis turrubarensisär en art av fiskar bland de levandefödande tandkarparna som först beskrevs av Seth Eugene Meek 1912. Den ingår i släktet Poeciliopsis och familjen Poeciliidae. Internationella naturvårdsunionen (IUCN) kategoriserar arten globalt som livskraftig. Inga underarter finns listade i Catalogue of Life.